# Graphomya minor
Graphomya minor är en tvåvingeart som beskrevs av Robineau-desvoidy 1830. Graphomya minor ingår i släktet Graphomya och familjen husflugor. Arten är reproducerande i Sverige. Inga underarter finns listade i Catalogue of Life.